# Драгойла Ярневич
Драгойла Ярневич (хорв. Dragojla Jarnević), уроджена Кароліна Ярневич; 4 січня 1812 — 12 березня 1875) — хорватська поетеса, письменниця, педагогиня та альпіністка. Членкиня іллірийського руху. Прародителька хорватського фемінізму.

## Біографія
Драгойла Ярневич народилась 4 січня 1812 року в купецькій сім'ї Карловацу, який входив до складу утворених трьома роками раніше Іллірійських провінцій Франції. Невдовзі її батьківщина знову повернулася під ярмо Габсбургів у складі Австрійської імперії.
Новонароджена була охрещена в католицькій церкві під іменем Кароліна. У сім'ї її кликали Ліна. Вона була третьою донькою в родині, згодом у неї з'явилися два молодші брати й сестра. Батько дівчинки, Янко Ярневич, займався продажем виробів із заліза. Він помер, коли доньці було сім років. Мати залишилася сама із шістьма дітьми. Не маючи навичок вправлятися з фінансами, сім'я швидко збідніла.
Початкову освіту Кароліна здобула в Карловаці німецькою мовою. Після 13 років займалася самостійно.
Її змальовували як красиву дівчину з русявим волоссям, яка викликала інтерес у чоловіків. Однак, через нічне нетримання сечі, яким вона страждала до сорока років, Кароліна відмовилася від ідеї про шлюб. У віці 21 року вона закохалася в друкаря Франца Редінгера, моравського німця з Брюну. Дізнавшись, що в нього є наречена, вона припинила роман із ним, однак надалі романтизувала його образ у своїх записах.
Виїхавши з батьківщини у 1839 році, викладала крій та шиття у Граці, працювала гувернанткою в кількох шляхетських сім'ях Трієсту та Венеції. Під впливом Івана Трнського почала писати патріотичні вірші.
Після повернення у 1840 році продовжила займатись шиттям, писала для журналів. Під впливом іллірійців «хорватизувала» своє ім'я і надалі використовувала його хорватську версію Драгойла.
У серпні 1843 вона бачилася з Янко Драшковичем. У 1852 та 1869 роках була свідком візитів до Карловаца імператора Франца Йосифа I.
Драгойла часто говорила про необхідність освіти хорватського народу, оскільки бачила в ній важливу передумову для досягнення політичних цілей. Від початку 1850-х вона намагалася дистанціюватися від політики і присвятити себе виключно педагогічній діяльності.
У 1849—1853 роках викладала в створеній приватній школі для дівчаток. Згодом навчала сільських дітей у містечках Прибич та Крашич. Час від часу бувала в Загребі. У 1866 знову повернулась до Карловацу, де спілкувалась із лідерами хорватського педагогічного руху Даворіном Трстеньяком, Скендером Фабріковичем, Томичем з питань освіти. Писала наукові статті, лекції, брала участь у роботі хорватського Педагогічно-літературного товариства. 1872-го стала його дійсним членом.
Увійшовши до іллірийського руху, Ярневич писала патріотичні пісні та тексти хорватською мовою, публікуючи їх у журналах, зокрема в Даниці. Її роман «Два Бенкету» на тему революційного 1848 року, був написаний в традиціях романтизму та опублікований у 1864-му.
Полюбляла театр. Її перу належали драми «Вероніка Десінічева», «Марія, королева Угорщини», «Дувна». Наразі є втраченими.
Її твори, на відміну від багатьох сучасників, чиї розповіді перепліталися з турецькою минувшиною, змальовували актуальні проблеми того часу в пізнаванному місці та часі. Протягом 1850-х—1860-х років Ярневич опублікувала понад десяток сентиментально-пригодницьких історій у періодичних виданнях. Також  написала кілька оповідань для дітей.
Велику цікавість становить «Щоденник» письменниці, який вона вела від 1832 до 1874 року. Окрім автобіографічних записів, він містить спостереження авторки про видатних сучасників та політичні події. Написаний з позиції жінки, що свідомо обрала незалежність і самотність, яка живе працею своїх рук, наголошує на важливості грошей і підкреслює патріархальне й матеріальне пригнічення жінок у свій час. Спочатку Драгойла вела його німецькою мовою, а після кількох років записів, перейшла на хорватську. Специфіка полягала в тому, що Ярневич планувала зробити його згодом надбанням публіки, заповідаючи надрукувати його через десять років після її смерті. Було кілька спроб опрацювати рукопис, найвідомішою з яких стала редакція Станка Дворжака, внаслідок якої з'явилась книга «Житті однієї жінки. Обрані сторінки щоденника», видана 1958 року. Повністю опублікований щоденник був лише у 2000 році, опрацьований Іриною Лукшич.
Письменниця пристрасно любила природу, з великим задоволенням відвідувала гори. Була піонеркою альпіністського руху в Хорватії і її вважають першою альпіністкою цієї країни. 19 квітня 1836 року вона піднялася на вершину Мартіншак поблизу Карловаца. А 13 вересня 1843 вона стала першою жінкою, що піднялася на гору Окіч з крутої південної сторони. Того часу це було великим досягненням, оскільки не існувало ніякого альпіністського спорядження, Драгойла підіймалася по скелям босоніж. Її шлях нині носить назву Драгойліна стежка. Кожен рік організовується піший похід, який повторює шлях письменниці.
Останні чотирнадцять років провела в бідності, але невпинно працювала. Померла Драгойла Ярневич 12 березня 1875 року. Її поховали 14 березня на католицькому цвинтарі Дубовац у Карловаці.

## Твори
- «Domorodne poviesti» (збірка оповідань), Карловац, 1843;
- «Два бенкети» (роман), 1864;
- «Житті однієї жінки. Обрані сторінки щоденника», Загреб, 1958;
- «Щоденник», Карловац, 2000.

## Цікаві факти
- На літографії «Чоловіки іллірійської епохи» Драгойла Ярневич та графиня Сідонія Рубідо є єдиними зображеними жінками.

## Вшанування пам'яті
- Ім'я Драгойли Ярневич носить початкова школа в Карловаці, яка знаходиться за адресою вул. Стєпана Радича, 31.[14]